# Blythe (Geòrgia)
Blythe és una població dels Estats Units a l'estat de Geòrgia. Segons el cens del 2000 tenia 718 habitants.

## Demografia
Segons el cens del 2000, Blythe tenia 718 habitants, 240 habitatges, i 185 famílies. La densitat de població era de 98 habitants per km².
Dels 240 habitatges en un 46,7% hi vivien nens de menys de 18 anys, en un 54,2% hi vivien parelles casades, en un 17,9% dones solteres, i en un 22,9% no eren unitats familiars. En el 18,8% dels habitatges hi vivien persones soles el 3,3% de les quals corresponia a persones de 65 anys o més que vivien soles. El nombre mitjà de persones vivint en cada habitatge era de 2,91 i el nombre mitjà de persones que vivien en cada família era de 3,3.
Per edats la població es repartia de la següent manera: un 34% tenia menys de 18 anys, un 6,4% entre 18 i 24, un 30,2% entre 25 i 44, un 21,4% de 45 a 60 i un 7,9% 65 anys o més.
L'edat mediana era de 31 anys. Per cada 100 dones de 18 o més anys hi havia 103,4 homes.
La renda mediana per habitatge era de 36.705 $ i la renda mediana per família de 40.000 $. Els homes tenien una renda mediana de 28.393 $ mentre que les dones 22.039 $. La renda per capita de la població era de 15.190 $. Entorn del 10,2% de les famílies i el 16,4% de la població estaven per davall del llindar de pobresa.

## Poblacions properes
El següent diagrama mostra les poblacions més properes.